# Бриндіков Леонід Миколайович
Бри́ндіков Леонід Миколайович (нар. 11 березня 1951, ст. Ленінградська, Краснодарський край, СРСР) — хірург-онколог вищої кваліфікаційної категорії, кандидат медичних наук (1987), доцент кафедри хірургії Хмельницького факультету післядипломної підготовки лікарів Вінницької медичної академії (1982), Заслужений лікар України (2002), керівник наукового Товариства онкологів Хмельниччини, член Асоціації онкологів України, член Асоціації українських лікарів-професіоналів, головний лікар Хмельницького обласного онкологічного диспансеру (2001—2017), депутат Хмельницької обласної ради чотирьох скликань.

## Біографія
Народився 11 березня 1951 року в станиці Ленінградська Краснодарського краю.

У 1976 році закінчив Тернопільський державний медичний інститут за спеціальністю «Лікувальна справа».

1976—1977 — лікар-інтерн Хмельницької обласної лікарні.

1977—1980 — лікар-хірург Хмельницької міської лікарні.

1980—1982 — клінічний ординатор Київського науково-дослідного інституту клінічної та експериментальної хірургії.

1982—1992 — лікар-ординатор Хмельницького обласного онкологічного диспансеру.

З 1982 — доцент кафедри хірургії Хмельницького факультету післядипломної підготовки лікарів Вінницької медичної академії.

1992—2001 — заступник головного лікаря з лікувальної роботи Хмельницького обласного онкологічного диспансеру.

2001—2017 — головний лікар Хмельницького обласного онкологічного диспансеру.

За час перебування Л. М. Бриндікова на посаді головного лікаря, завдяки наполегливій праці вмілого організатора, збільшено кількість ліжок у стаціонарних відділеннях диспансеру, де можуть лікуватися до 7 тис. хворих на рік, поліклінічне відділення може приймати до 40 тис. хворих, до 3 тис. на рік збільшилась кількість оперативних втручань. Завдяки власному науковому потенціалу, з урахуванням останніх світових досягнень, в диспансері щороку впроваджується до 20 нових методів обстеження та лікування онкохворих.

Науковий досвід керівника зробив заклад базою для підготовки лікарів-інтернів і студентів медичних училищ області з онкології. Щорічно проходять підготовку 60-80 лікарів загальнолікувальної гілки і 120—150 середніх медичних працівників.

## Наукова діяльність
Автор 190 друкованих наукових праць, 29 раціоналізаторських пропозицій.

## Міжнародна співпраця
Бриндіков Л. М. є дієвим членом Асоціації поріднених міст, про що свідчить поїздка 2006 р. в м. Модесто (США) по обміну досвідом у сфері лікування онкологічних захворювань та участь у Всеукраїнському конгресі лікарів-професіоналів у м. Сіліврі (Туреччина).

## Депутатська діяльність
Депутат Хмельницької обласної ради чотирьох скликань.

## Нагороди та відзнаки
1987 — кандидат медичних наук.

1992 — доцент.

2002 — Заслужений лікар України.

2006 — грамота Міністерства охорони здоров'я України.

2006 — Почесна грамота Верховної Ради України.

2009 — подяка Президента України.

2009 — відзнака Служби Безпеки України.

2010 — грамота Міністерства охорони здоров'я України.

2011 — відзнака Служби Безпеки України.

2016 — медаль «За заслуги» Української асоціації ветеранів-співробітників спецпідрозділів по боротьбі з корупцією і організованою злочинністю («К») Служби Безпеки України.

Відзнаки Української православної церкви

2003 — орден преподобного Нестора Літописця.

2007 — орден Святого Пантелемона.

2010 — орден Святого Миколая Чудотворця.

2011 — орден Рівноапостольного Князя Володимира ІІ ст.

2011 — орден Святого Георгія Победоносця.

2014 — медаль «За творення добра, відданість благородній справі».

2016 — орден Покрови Пресвятої Богородиці.